# Zingiber zerumbet
Zingiber zerumbet (awapuhi), a veces denominada jengibre amargo, jengibre shampoo (Malayo = lempoyang) o jengibre cono de pino, es una especie de planta vigorosa de la familia Zingiberaceae que alcanza una altura de 1,2 m. Es propia de países tropicales en Asia. Los rizomas de Z. zerumbet se utilizan para saborizar alimentos y como aperitivos en diversas gastronomías mientras que extractos preparados a partir del rizoma se utilizan en medicina natural.

## Descripción
Z. zerumbet es una planta perenne. Desde el otoño hasta la primavera la planta permanece en letargo, y sus tallos con hojas se marchitan y se secan, dejando expuestos los rizomas de un tono marrón claro a nivel del suelo. En la primavera la planta brota. Las 10 a 12 hojas en forma de cuchillas miden unos 15 a 20 cm de longitud y brotan en forma alternada en un delgado y erecto tallo hasta alcanzar una altura de 1,2 m. Entre los tallos con hojas brotan las flores con forma cónica o de bate sobre tallos separados y más cortos. Estos aparecen en verano, luego de que los tallos con hojas hayan crecido un tanto. Los brotes florales inicialmente son verdes y miden de 3 a 10 cm de largo y poseen escamas sobrepuestas, que contienen pequeñas flores amarillentas-blanquecinas que se asoman poco a poco. En la medida que el brote floral madura, gradualmente se llena de un líquido aromático viscoso y adopta un color rojo brillante. Los tallos de las flores por lo general permanecen ocultos tras los tallos con hojas.

## Distribución
La especie originalmente de India hasta el sudeste de Asia, fue distribuida por Polinesia llegando hasta las islas de Hawái a bordo de las canoas de los primeros colonizadores polinesios.
Las subespecies Zingiber zerumbet subsp. cochinchinense (Gagnep.) Triboun & K.Larsen (antiguamente Z. cochinchinense) es propia de Vietnam.

## Usos
El jugo es potable y se consume para calmar la sed al deambular por el bosque, pudiendo ser combinado con manzanas montanas para conformar una merienda.

### Usos medicinales

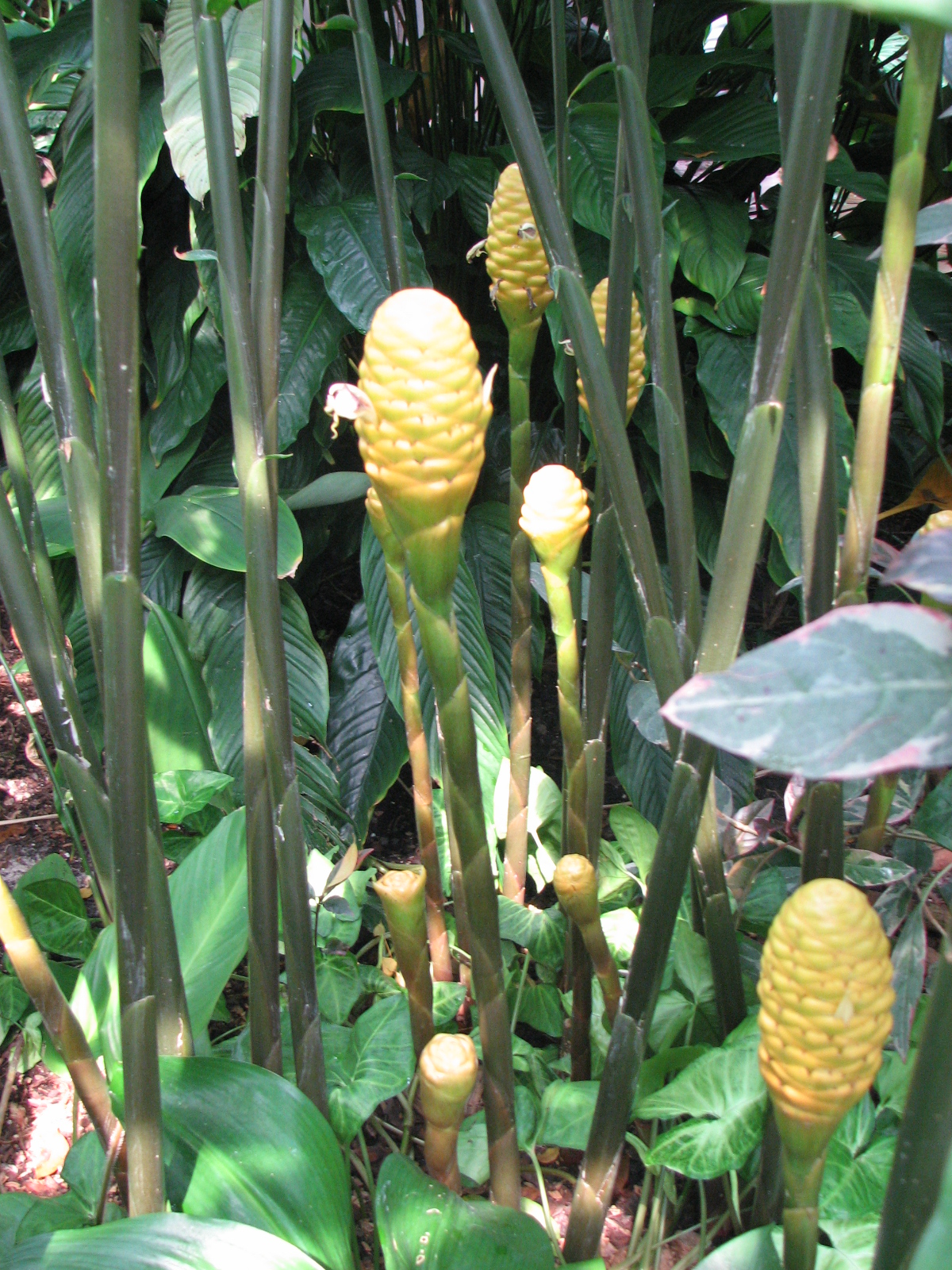
Espécimen en el zoológico de Carolina del Norte.

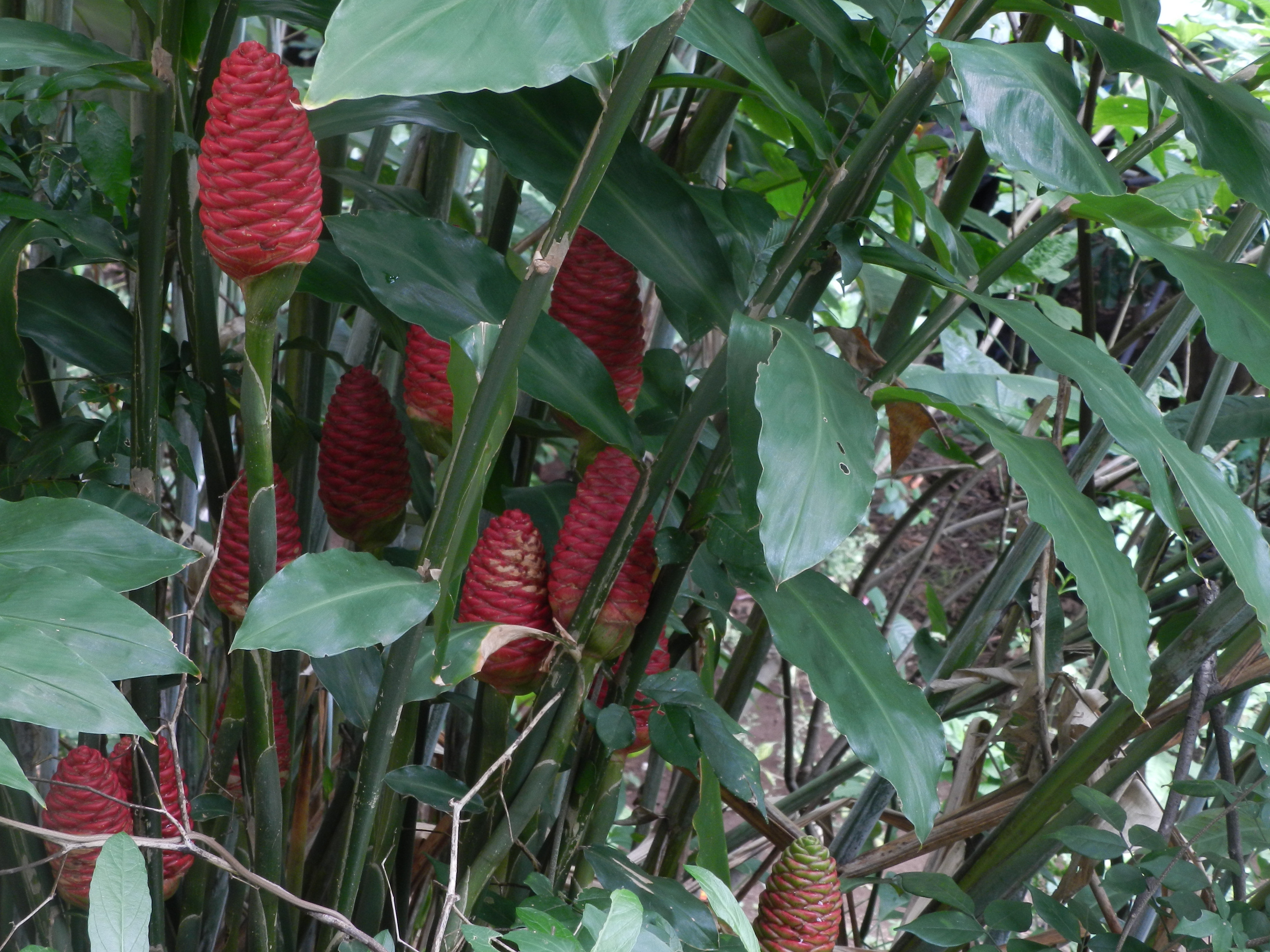
Zingiber zerumbet en El Crucero, Managua, Nicaragua.

En Hawái, los rizomas frescos aromáticos eran aporreados y utilizados como medicina para tratar indigestiones y otros males. Los rizomas se pueden almacenar en sitios oscuros y frescos. En forma tradicional el rizoma era molido en un mortero de roca, se los mezclaba con frutas maduras de noni y luego se lo utilizaba para tratar dolores agudos. La pulpa se colocaba en un lienzo y se envolvía en torno a la zona afectada.
Para dolores de muelas, el rizoma era cocido y ablandado era presionado contra el diente afectado y dejado tanto tiempo como fuera necesario. Para tratar dolores de estómago, se bebía el material del rizoma y molido mezclado con agua. De manera similar, awapuhi pake o raíz de jengibre (Zingiber officinale) es ampliamente cultivada y consumida, o utilizada para preparar una infusión para tratar la indigestión, mejorar la circulación sanguínea y brindar una sensación de bienestar. Se han utilizado extractos del rizoma en la medicina tradicional malaya para tratar diversos tipos de males tales como enfermedades inflamatorias y con dolor, parásitos estomacales, y diarrea.
Mediante un estudio "in vitro" se ha determinado que un extracto de Z. zerumbet denominado, zerumbone, induce apoptosis, o muerte programada de células, de las células cancerosas del hígado humano.

### Otros usos
Las hojas y los tallos de las hojas, que también son fragantes, eran utilizados en el horno enterrado denominado imu, para saborizar trozos de cerdo y pescado. Tradicionalmente, los rizomas aromáticos son cortados en rebanadas, secados, y molidos para obtener polvo, que luego incorporan a pliegues de kapa (tapa) envueltos en tela.
Tal vez el uso más común del awapuhi es como champú y acondicionador del cabello. El jugo claro y viscoso que existe en los brotes florales maduros es excelente para suavizar y dar brillo al cabello. A menudo las mujeres hawaianas recogen brotes de flores en el bosque, y utilizan los jugos que obtienen al exprimirlas en baños refrescantes que se dan durante el verano en ojos de agua o cascadas. El jugo también es muy adecuado para utilizarlo para dar masajes.

## Galería

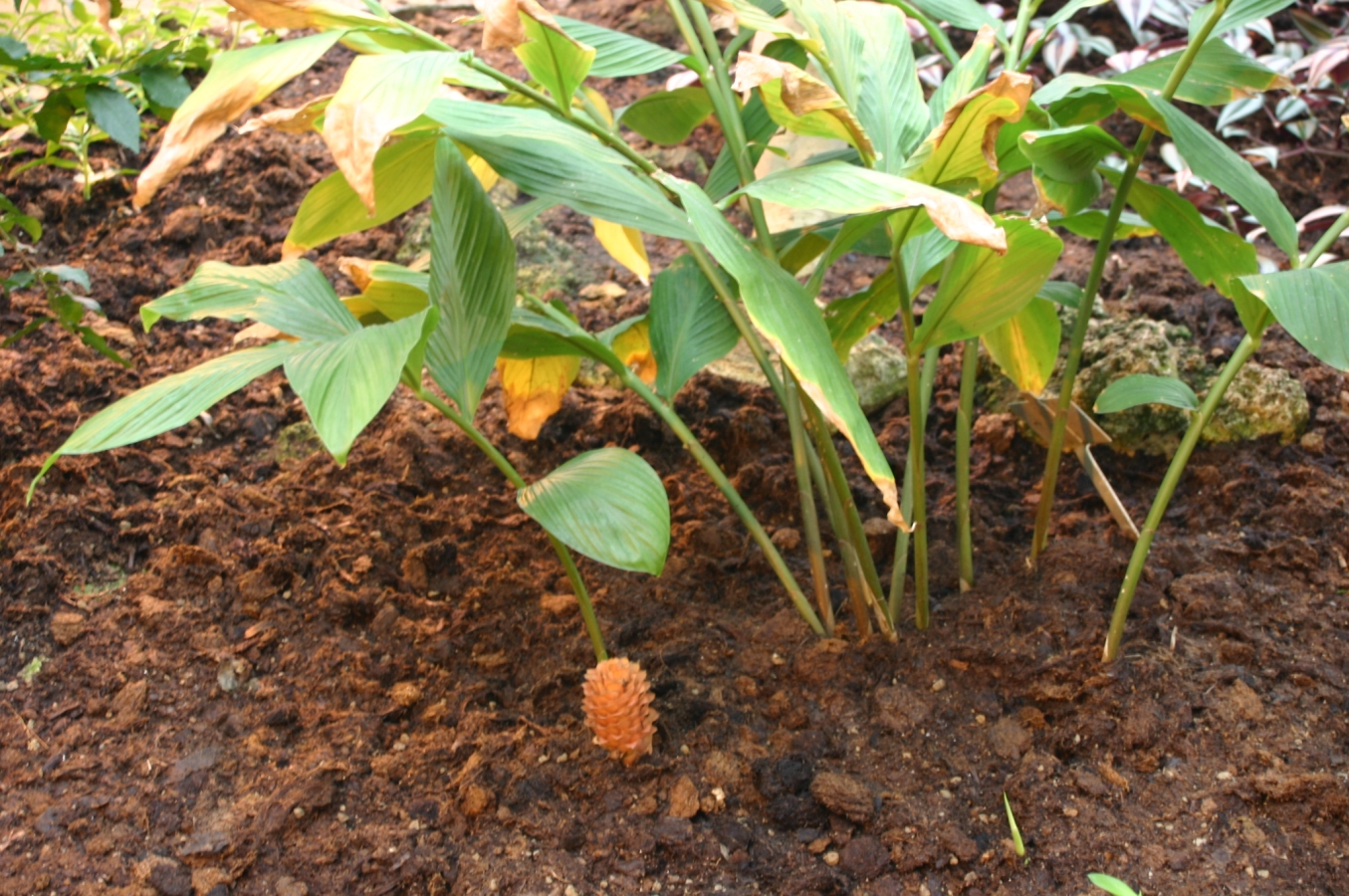
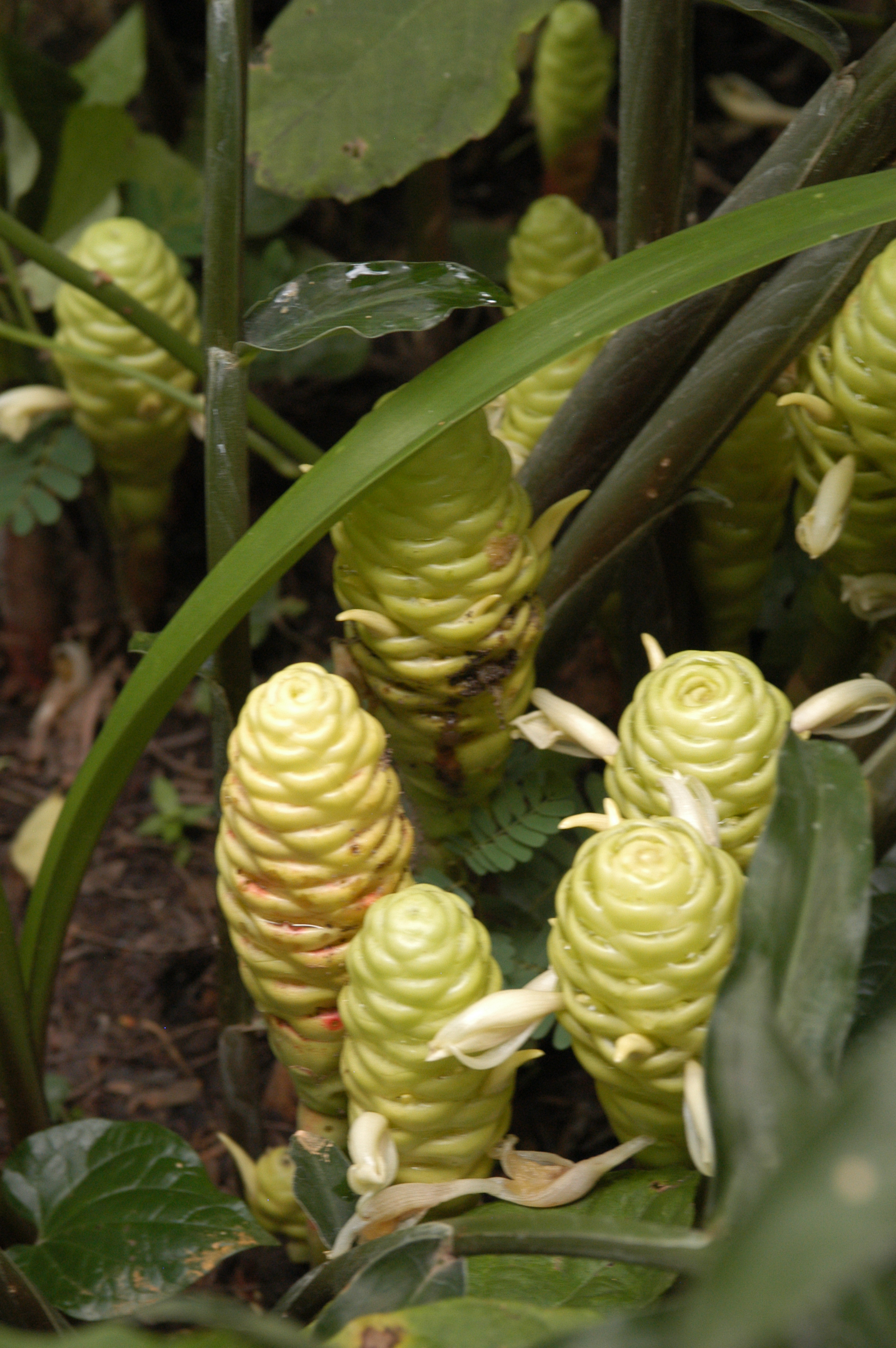
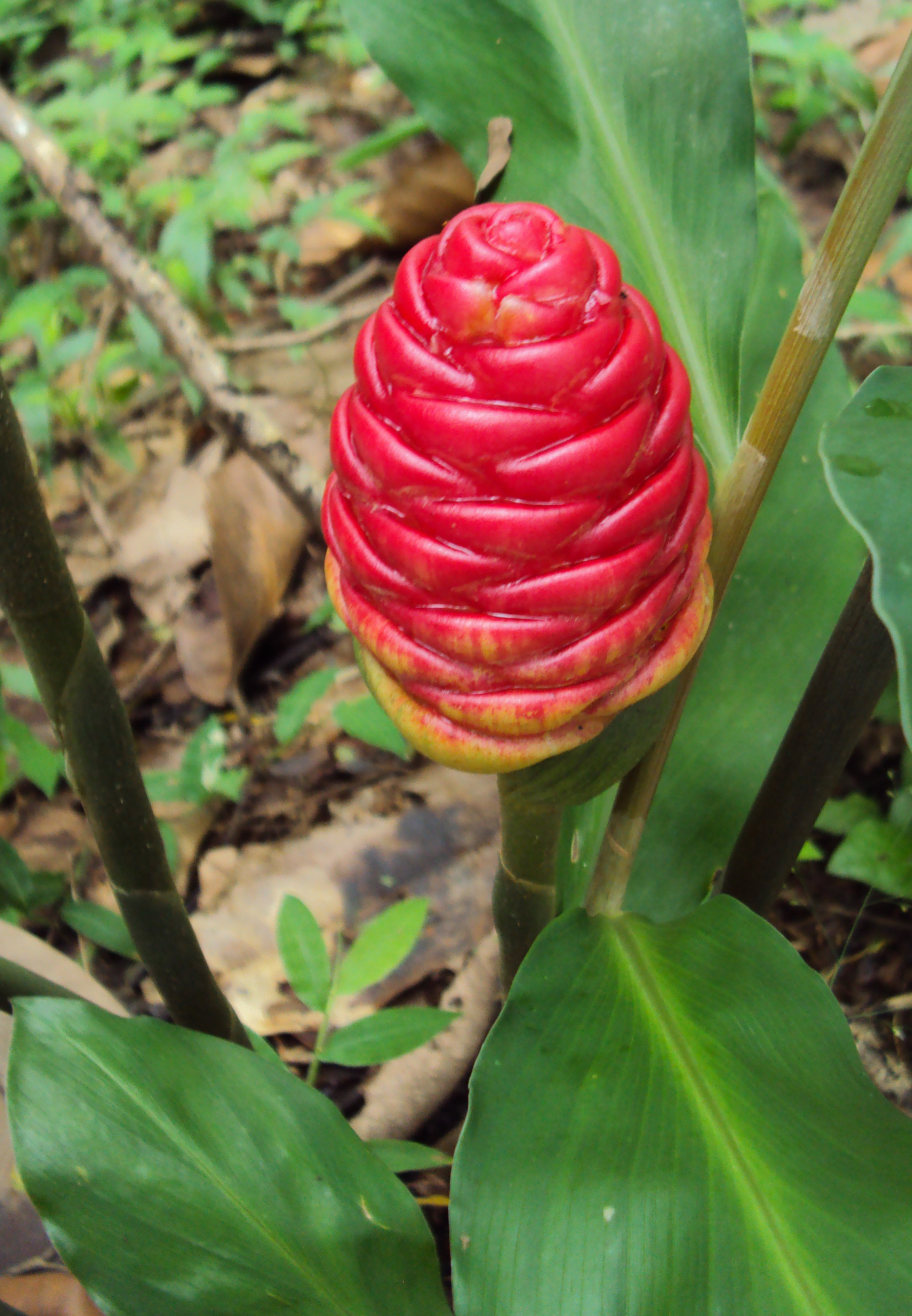